# نیو هوپ (مینه‌سوتا)
نیو هوپ، مینه‌سوتا (به انگلیسی: New Hope, Minnesota) یک شهر در ایالات متحده آمریکا است که در مینه‌سوتا واقع شده‌است.

## خصوصیات
نیو هوپ ۱۳٫۲۱ کیلومترمربع مساحت و ۲۰٬۳۳۹ نفر جمعیت دارد و ۲۸۴ متر بالاتر از سطح دریا واقع شده‌است.